# NOROSHI
《 NOROSHI 》是關西傑尼斯8的第37張單曲，於2016年12月7日發行

## 概要
- 生田斗真主演電影《臥底型警之香港狂騷曲》主題曲。

## 收錄曲目

### 初回限定盤A
CD
1. NOROSHI 
  - 作詞：高木誠司、作曲、編曲：Peach
2. ふわふわポムポム 
  - 作詞・作曲：丸山隆平、編曲：河合英嗣

特典DVD
1. 「NOROSHI」Music Clip & Making製作花絮影像
2. 2016.10.25 session movie

### 初回限定盤B
CD
1. NOROSHI
2. Black of night 
  - 作詞、作曲：安田章大；編曲：野間康介・柳野裕孝；ストリングスアレンジ：石塚徹

DVD
1. 「Black of night」Music Clip & Making製作花絮影像

### 通常盤
1. NOROSHI
2. Black of night
3. ハダカ 
  - 作詞：横山裕；作曲、編曲：澁谷昴
  - 横山裕與澁谷昴的unit曲

1. Winter Love Song 
  - 作詞、作曲：葉山拓亮；編曲：久米康嵩

1. NOROSHI (Original Karaoke)
2. Black of night (Original Karaoke)

## 外部連結
- Sony music (中文)（页面存档备份，存于）
- INFINITY RECORDS（页面存档备份，存于）